# دوري هونغ كونغ لكرة القدم 1984–85
دوري هونغ كونغ لكرة القدم 1984–85 هو الموسم 40 من دوري هونغ كونغ لكرة القدم ‏. كان عدد الأندية المشاركة فيه 9، وفاز فيه نادي سيكو ‏.